# タイタン エアウェイズ
タイタン エアウェイズ（英語: Titan Airways）は、イギリスの航空会社である。

## 概要
1998年に設立し、世界各地へのチャーター便と定期便を運航している。ハブ空港はロンドンのスタンステッド空港で、主に他の航空会社からリースされた機体を運航している。セントヘレナ空港に乗り入れている。

## 保有機材
| 機種                | 機数 | 備考                                                 |
| ------------------- | ---- | ---------------------------------------------------- |
| エアバスA318-100    | 1    | ブリティッシュ・エアウェイズからのリース機である。   |
| エアバスA320-200    | 2    | TUIエアウェイズからのリース機である。                |
| エアバスA321-200    | 3    | Jet2.comからのリース機である。                       |
| ボーイング757-200   | 2    | うち1機はTUIエアウェイズからのリース機である。       |
| ボーイング767-300ER | 1    | スカイマークでJA767Dとして運行されていた機材である。 |
| ボーイング737-400SF | 3    |                                                      |

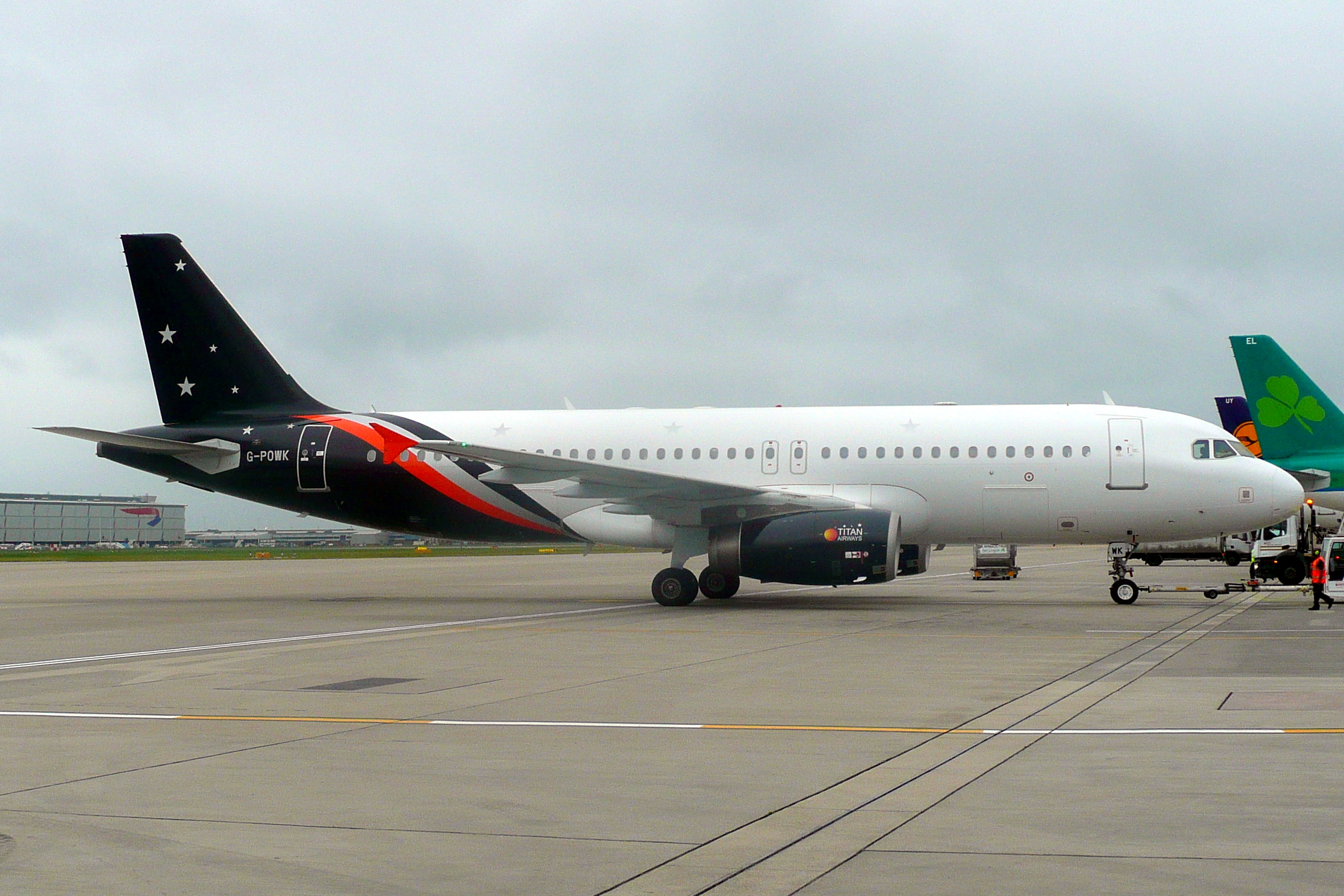
エアバスA320-200
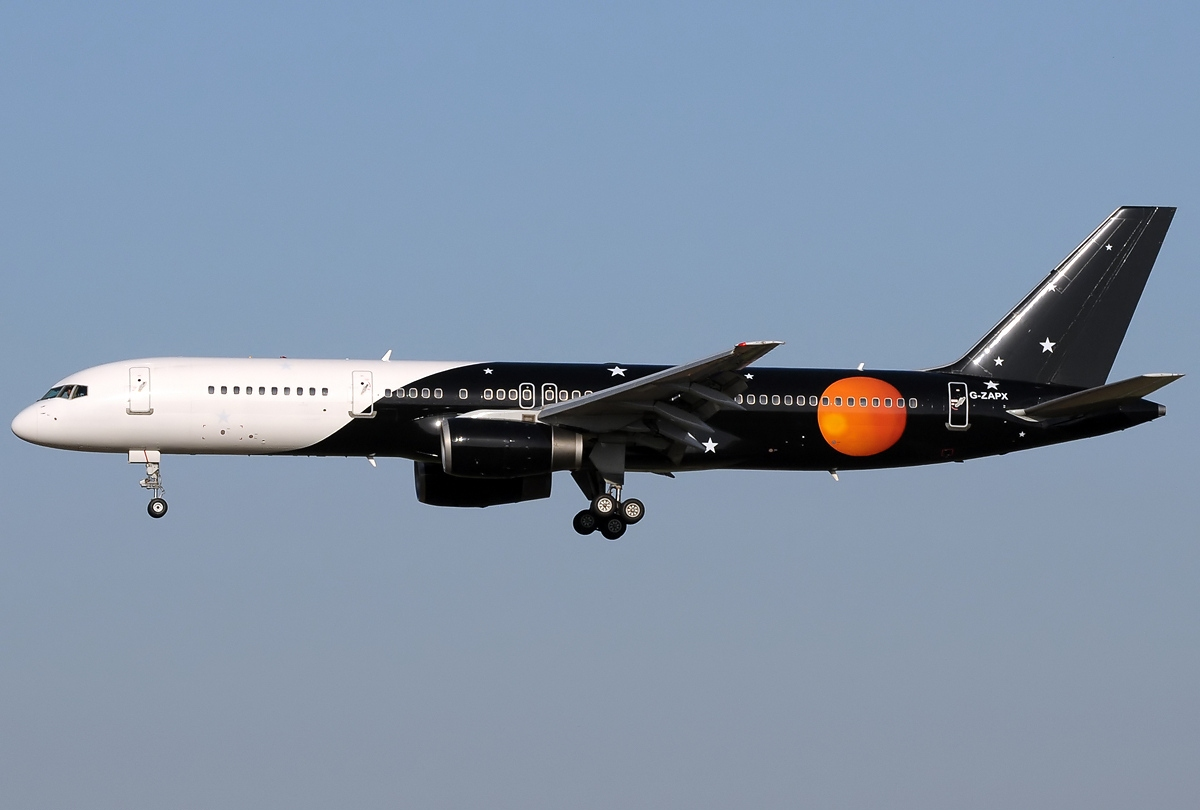
ボーイング757-200
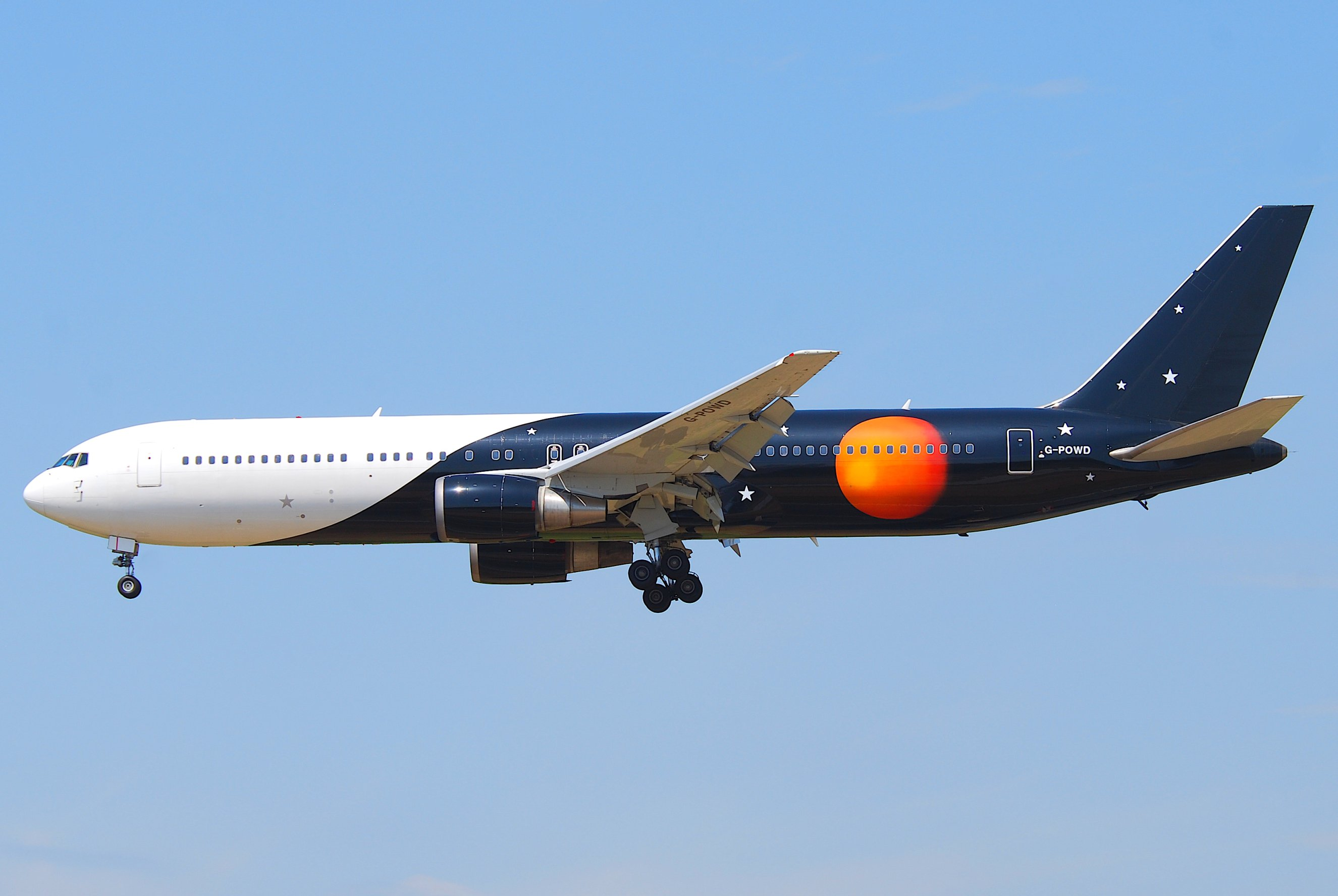
ボーイング767-300ER

## 退役機材

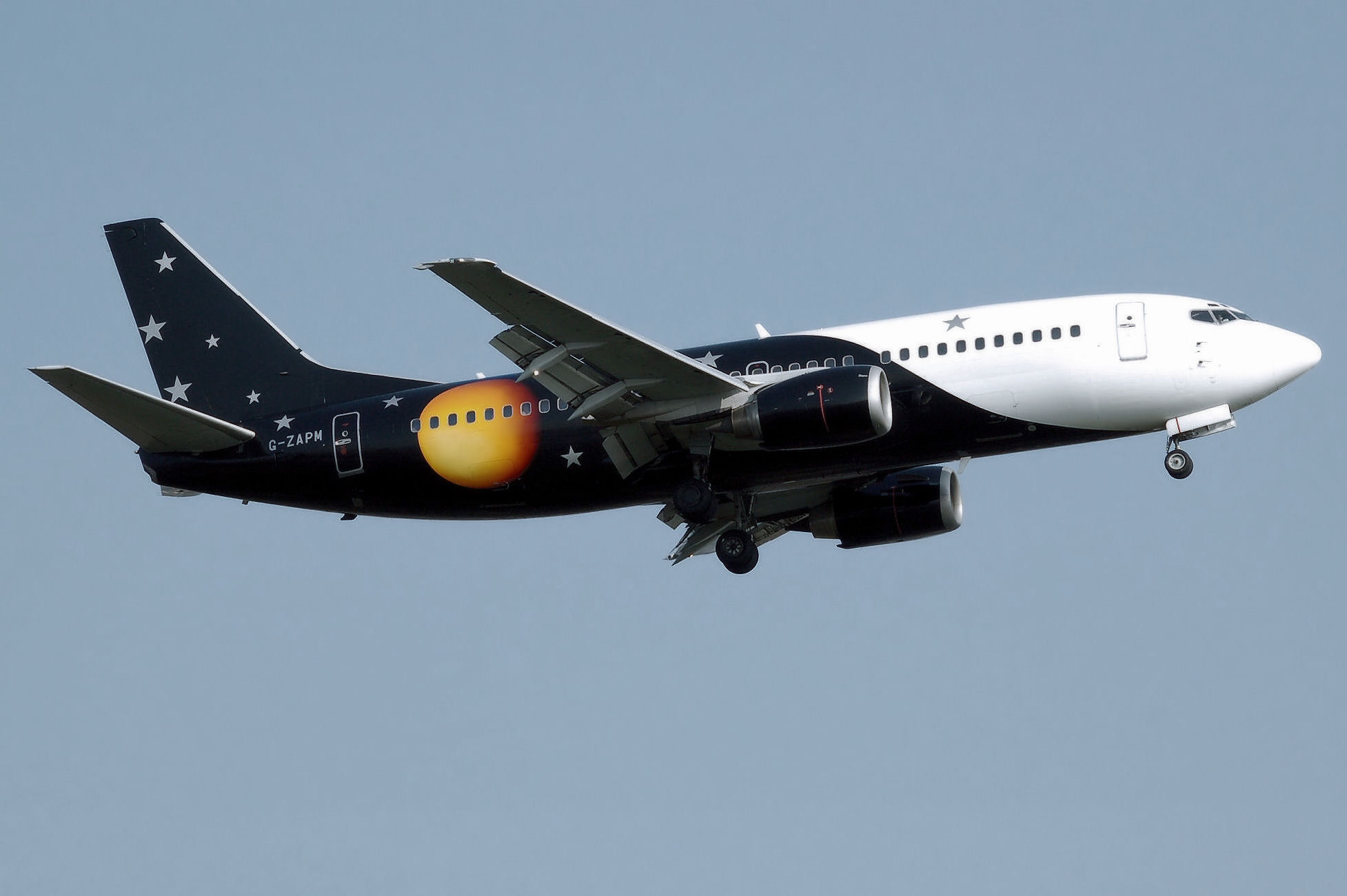
ボーイング737-300
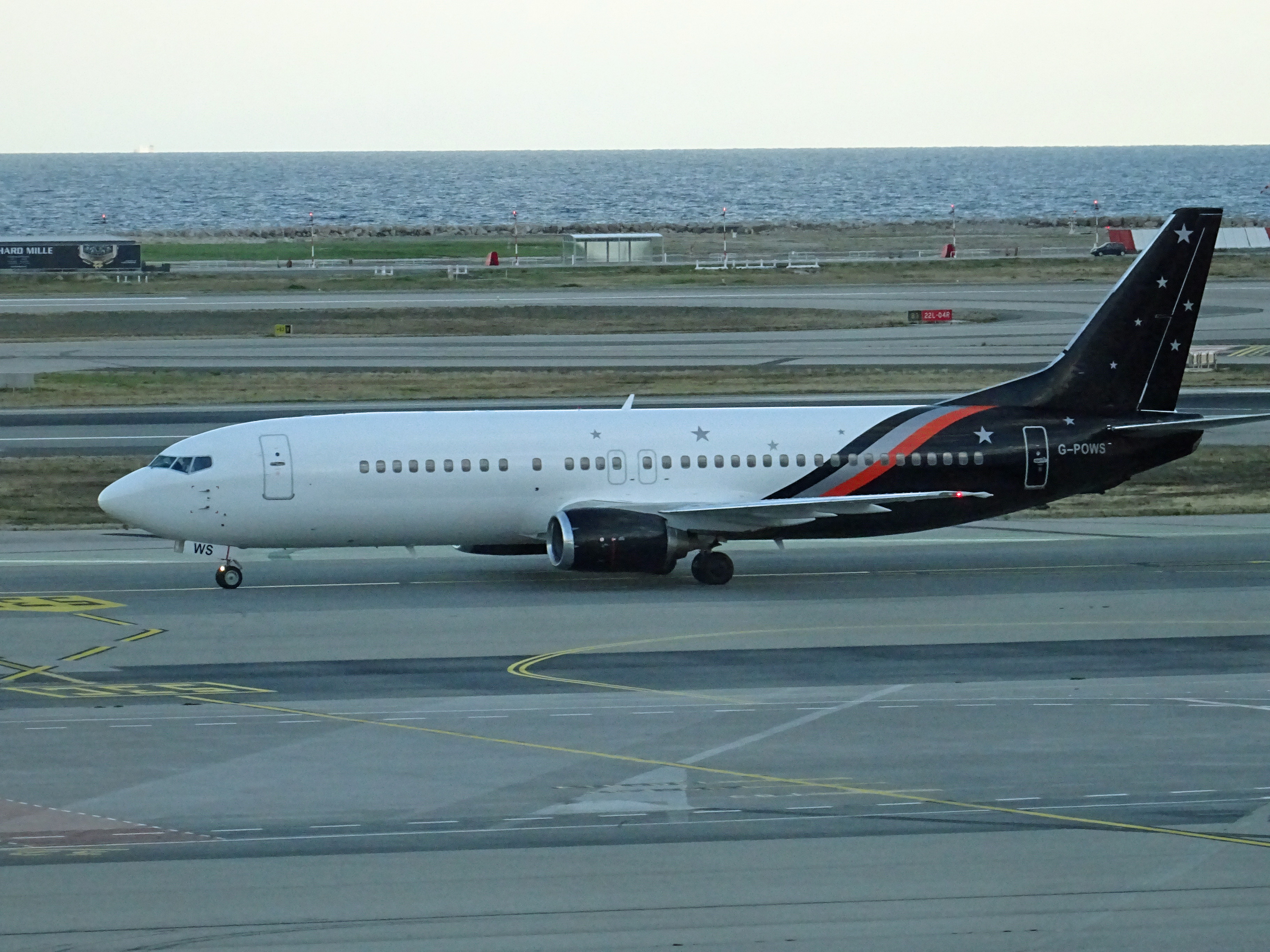
ボーイング737-400
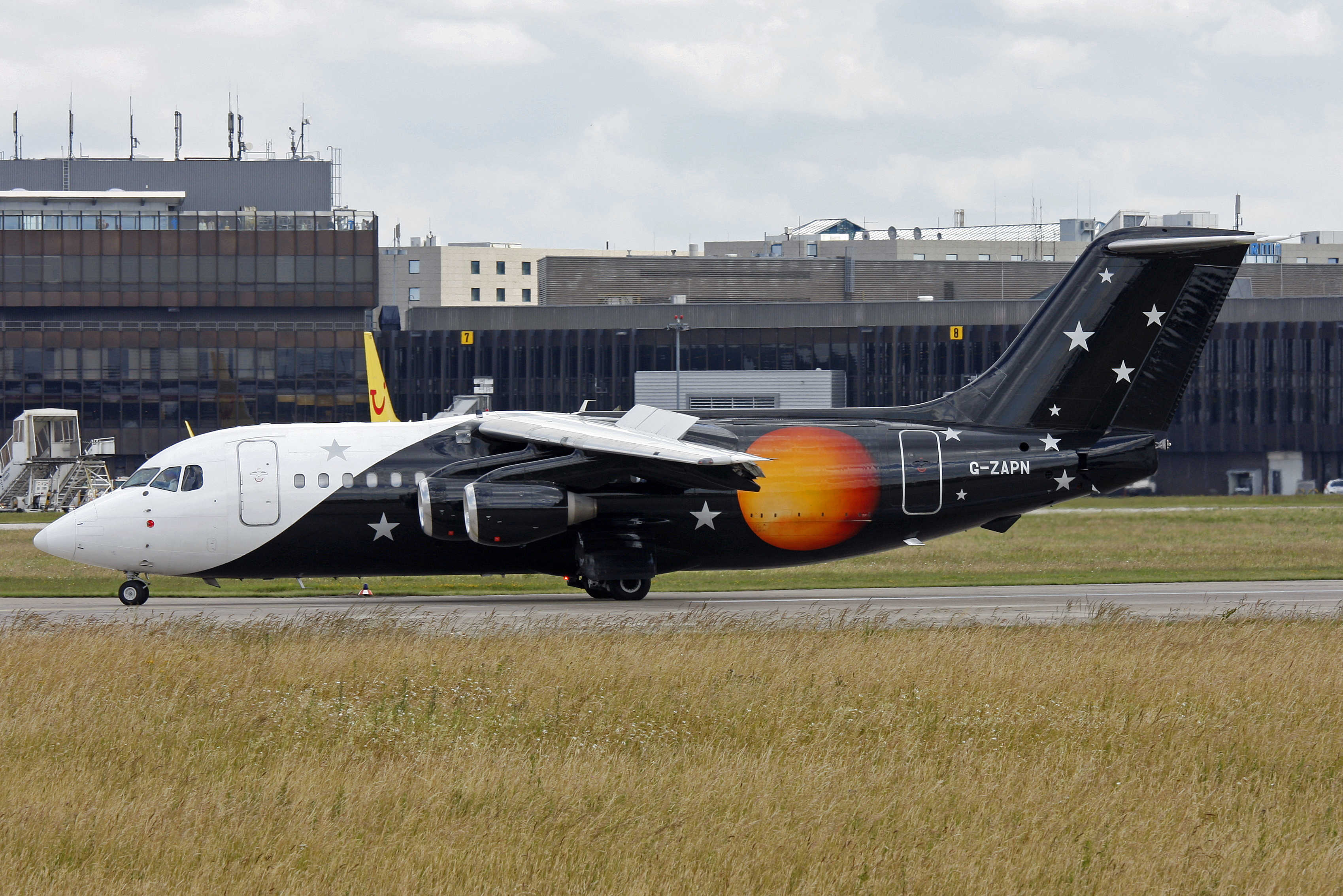
BAe 146
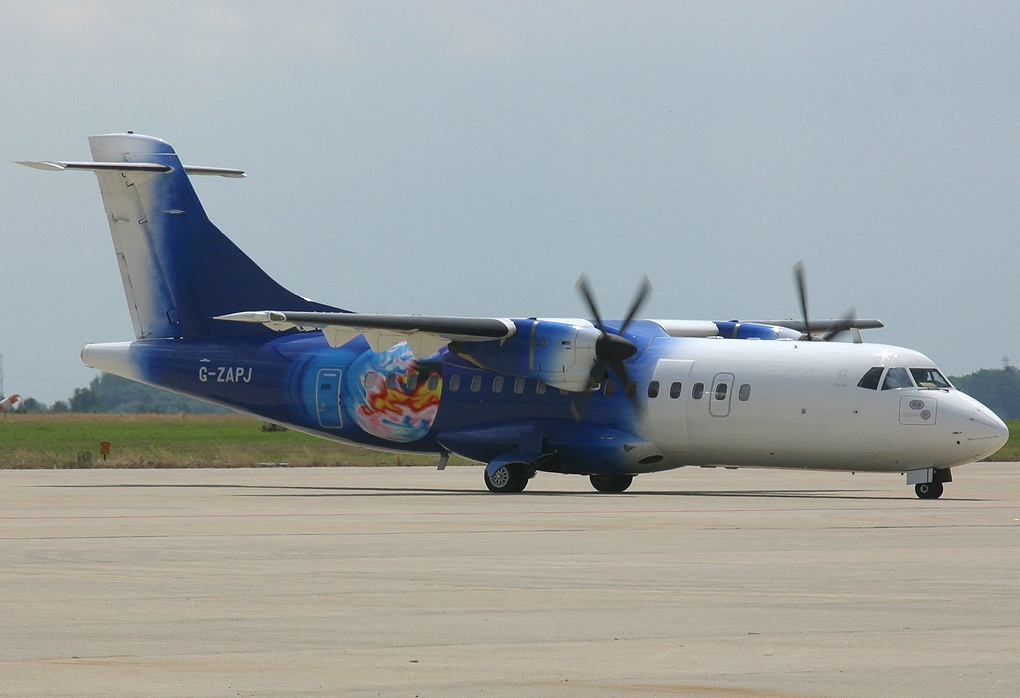
ATR 42
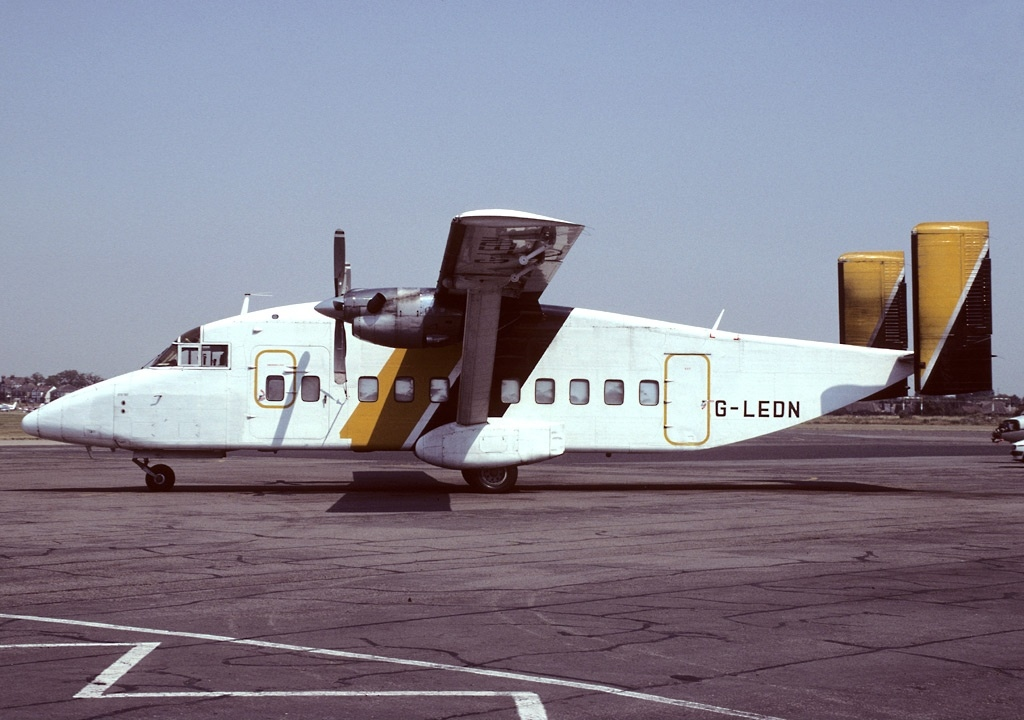
ショート 330
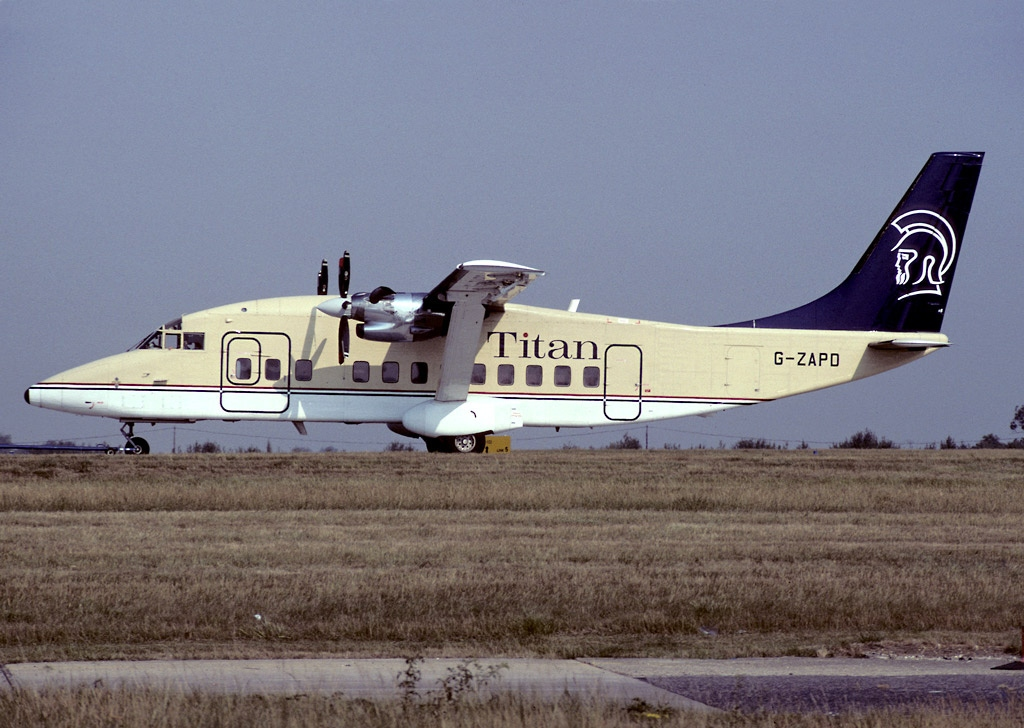
ショート 360
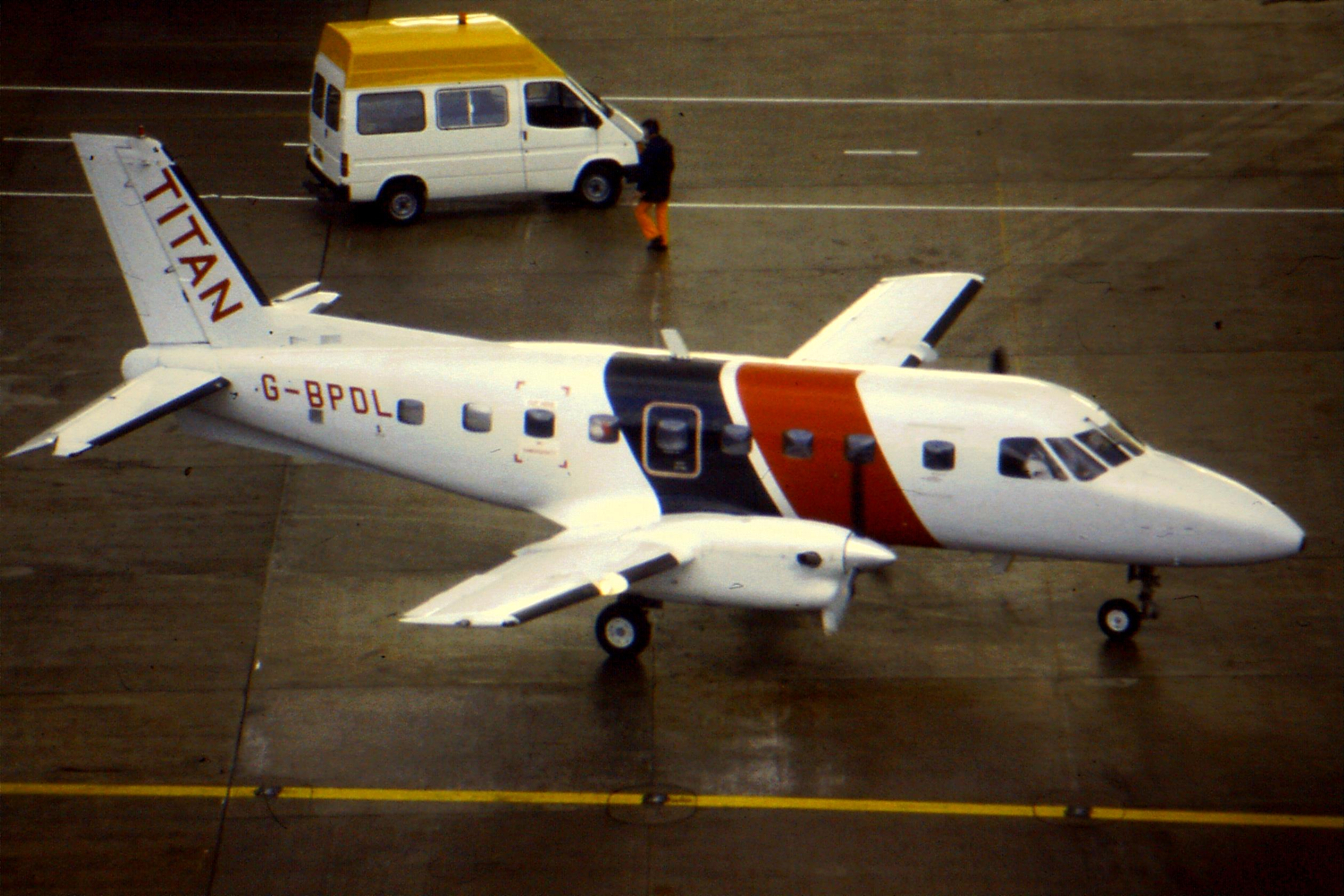
エンブラエル EMB 110

- ボーイング737-300
- ボーイング737-400
- BAe 146
- ATR 42
- ショート 330
- ショート 360
- エンブラエル. EMB 110